# José Joaquín Rojas
José Joaquín Rojas Gil, född 8 juni 1985 i Cieza, Murcia, är en professionell tävlingscyklist från Spanien. Han tävlar för UCI ProTour-stallet Caisse d'Epargne. Han blev professionell år 2006 för det spanska stallet Liberty Seguros-Würth. Han är en spurtspecialist.

## Amatörkarriär
José Joaquín Rojas vann de spanska nationsmästerskapen i tempolopp 2003. Året därpå vann han den spanska tävlingen Vuelta Ciclista a Valladolid, under tävlingens gång slutade han tvåa på etapp 3 och slutade på tredje plats på etapp 1. Han slutade tvåa på GP Macario bakom Lucas Sebastian Haedo och slutade på en tredje plats på etapp 5 av Vuelta a Salamanca.
Under säsongen 2005 tog han andra platsen på etapperna 1, 4 och 5 på Vuelta Ciclista Internacional a Extremadura. Under säsongen gjorde han också bra ifrån sig på de spanska tävlingarna Bidasoa Itzulia och Vuelta a Toledo.

## Professionell karriär

### 2006–2007
Liberty Seguros valde att kontraktera den unge José Joaquín Rojas inför säsongen 2006. Under sitt första år vann han bergsmästartävlingen i Tirreno–Adriatico. Han slutade också tvåa på etapp 2 av både Vuelta Ciclista a Burgos och Polen runt.
Inför säsongen 2007 lämnade han Liberty Seguros och blev kontrakterad av Caisse d'Epargne. Under säsongen 2007 vann José Joaquín Rojas etapp 1 av Vuelta Ciclista a Murcia framför Danilo Napolitano och Juan José Haedo. På etapp 5 av tävlingen i Murcia slutade spanjoren trea bakom Napolitano och Graeme Brown. I februari 2007 slutade spanjoren tvåa på Trofeo Mallorca bakom spurtaren Oscar Freire. Även på Trofeo Alcudia blev det en andra plats. På Vuelta a Andalucias tredje plats slutade han på en tredje plats bakom Max van Heeswijk och Oscar Freire. Han fick köra Giro d'Italia 2007, sin allra första Grand Tour, i majmånad. Han lämnade dock tävlingen efter etapp 9, men innan han lämnade tog han flera topp 10-placeringar på spurtetapperna. 
I slutet av juli 2007 slutade han på tredje plats på Circuito de Getxo innan han gjorde bra ifrån sig på Tyskland runt, med flera topp 10-placeringar på etapperna. David Kopp vann etapp 3 av Polen runt framför José Joaquín Rojas, medan Filippo Pozzato vann den tredje etappen framför Rojas. Rojas vann poängtävlingen i Polen runt.

### 2008
Säsongen 2008 började redan i januari när han deltog i Tour Down Under och säsongen började med en andra plats på den första etappen bakom Mark Renshaw. Rojas slutade trea på etapp 4, men också i tävlingens slutställning. José Joaquín Rojas vann ungdomstävlingen i Tour Down Under under året. I februari vann spanjoren Trofeo Pollença framför Giovanni Visconti och Philippe Gilbert. Han fortsatte till Tirreno–Adriatico där han tog tredje platsen på etapp 1 bakom spurtarna Oscar Freire och Alessandro Petacchi. I mars slutade han på andra plats på GP Llodio. Han gjorde bra ifrån sig på Dunkirks fyradagars och Euskal Bizikleta, med fina placeringar på etapperna. I Paris-Corrèze slutade Rojas på tredje plats på etapp 2. På Cyclassics Hamburg säsongen 2008 slutade spanjoren på femte plats bakom Robbie McEwen, Mark Renshaw, Allan Davis och Murilo Antonio Fischer. Återigen gjorde han bra ifrån sig på Polen runt, med en andra placering på etapp 5 bakom Jürgen Roelandts.

### 2009
José Joaquín Rojas startade även säsongen 2009 i januari med Tour Down Under och precis som året innan tog han hem ungdomstävlingen och slutade trea i tävlingen. Rojas slutade på andra plats på etapp 5 bakom Allan Davis. Australierna Allan Davis och Graeme Brown slutade framför José Joaquín Rojas på den fjärde etappen. Han fortsatte säsongen med att ta tredje platsen på Trofeo Mallorca innan han slutade tvåa på etapp 5 av Vuelta a Castilla y León. På den första etappen av Vuelta Castilla y Leon slutade spanjoren trea. Han fortsatte säsongen med en fjärde plats på GP Llodio bakom spanjorerna Samuel Sanchez, David De La Fuente och Ezequiel Mosquera. Han tog femte platsen på etapp 2 och 3 av Schweiz runt i mitten av juni innan han åkte över till Tour de France 2009 i början av juli och tog flera topp 10-placeringar. José Joaquín Rojas vann etapp 2 av Tour de l'Ain. På Benelux Tours tredje etapp slutade han på fjärde plats bakom Tom Boonen, Tyler Farrar och Francesco Chicchi.

## Privatliv
José Joaquín Rojas bror var också cyklist och hette Mariano Rojas Gil, han tävlade för ONCE-stallet mellan 1994 och 1996. Han avled i en bilolycka den 23 juni 1996.

## Stall
- Liberty Seguros-Würth 2006
- Caisse d'Epargne 2007–2010
- Movistar Team 2011–